# Sweet Home (Arkansas)
Sweet Home es un lugar designado por el censo ubicado en el condado de Pulaski en el estado estadounidense de Arkansas. En el Censo de 2010 tenía una población de 849 habitantes y una densidad poblacional de 80,52 personas por km².

## Geografía
Sweet Home se encuentra ubicado en las coordenadas 34°40′2″N 92°14′47″O / 34.66722, -92.24639. Según la Oficina del Censo de los Estados Unidos, Sweet Home tiene una superficie total de 10.54 km², de la cual 10.08 km² corresponden a tierra firme y (4.45%) 0.47 km² es agua.

## Demografía
Según el censo de 2010, había 849 personas residiendo en Sweet Home. La densidad de población era de 80,52 hab./km². De los 849 habitantes, Sweet Home estaba compuesto por el 23.67% blancos, el 69.73% eran afroamericanos, el 0.94% eran amerindios, el 0.82% eran asiáticos, el 0% eran isleños del Pacífico, el 1.88% eran de otras razas y el 2.94% pertenecían a dos o más razas. Del total de la población el 2.59% eran hispanos o latinos de cualquier raza.